# 洗馬駅
洗馬駅（せばえき）は、長野県塩尻市大字宗賀洗馬にある、東海旅客鉄道（JR東海）中央本線の駅である。

## 歴史

### 年表
- 1909年（明治42年）12月1日：国有鉄道中央東線 塩尻 - 奈良井間開通と同時に東筑摩郡宗賀村に開業[1][2]。旅客及び貨物の取扱を開始[2]。
- 1911年（明治44年）5月1日：線路名称改定。当駅を含む中央東線が中央本線に改称される[3]。
- 1972年（昭和47年）11月30日：貨物の取扱を廃止[2]。
- 1984年（昭和59年）2月1日：荷物扱い廃止[2]。
- 1985年（昭和60年）3月22日：無人駅となる[4]（簡易委託化[5]）。
- 1987年（昭和62年）4月1日：国鉄分割民営化によりJR東海の駅となる[6]。

### 駅名の由来
- 駅の設置場所周辺は8世紀頃より洗馬荘と言われ、江戸時代には洗馬宿として繁栄したため、中央本線が開業した際に駅名を洗馬駅としたといわれている。
- 駅舎は宗賀地区の洗馬（新洗馬）に所在しており、奈良井川を挟んで西側には本洗馬地区（旧洗馬村）がある。

## 駅構造

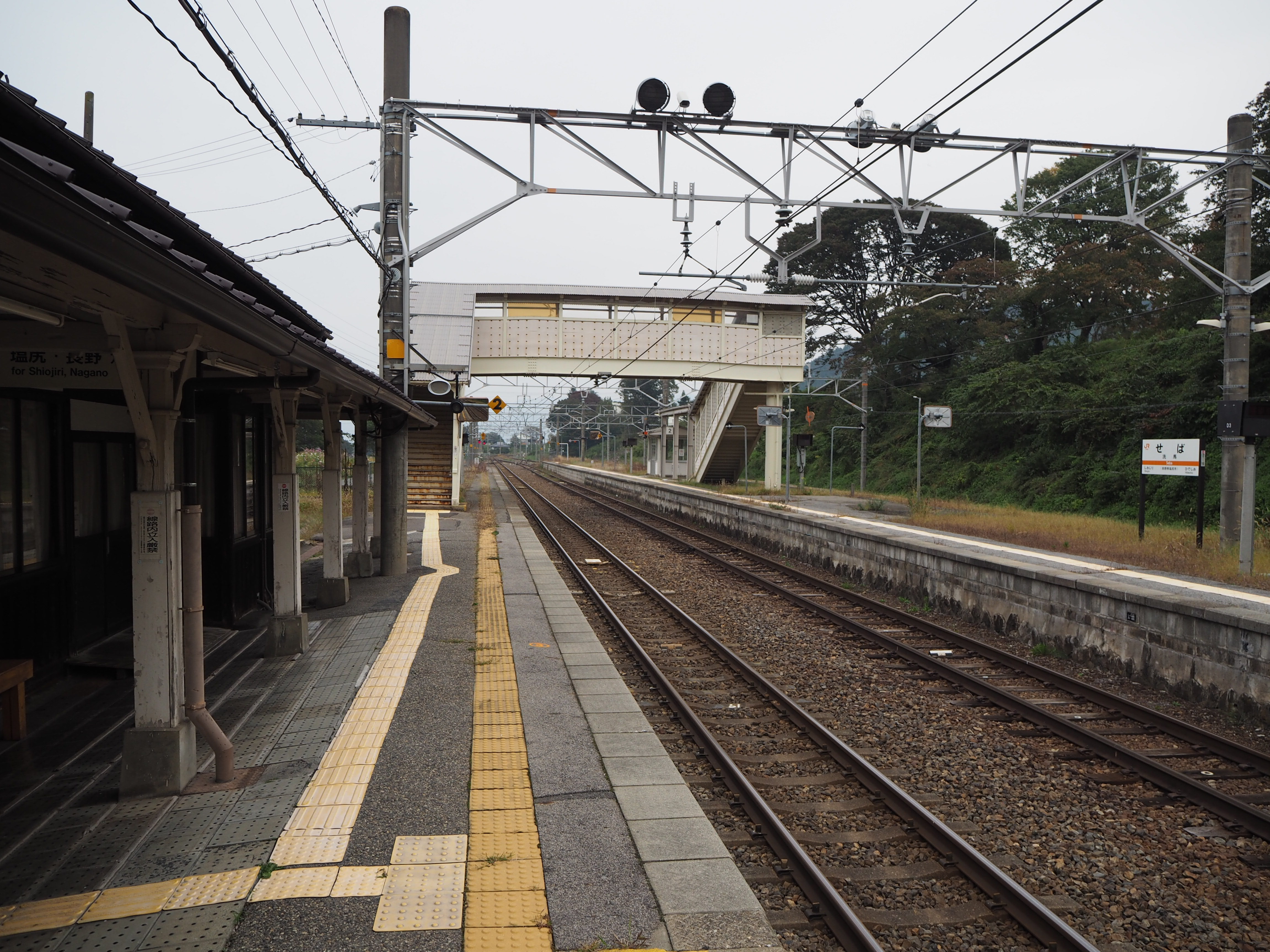
ホーム（2015年10月）

駅舎に面する単式ホーム1面1線と島式ホーム1面2線、計2面3線のホームを有する地上駅。互いのホームは跨線橋で連絡している。1・3番線を本線としており、待避線である2番線は一時期発着列車の設定がなくなっていたが、2021年3月改正ダイヤでは上り1本が使用している。木造駅舎を有する。
国鉄分割民営化後に簡易委託されていたが、その後、無人化され、現在は木曽福島駅管理の無人駅である。明治42年築の木造駅舎が残っており、待合室の部分がそのまま利用されている。出札口、荷物窓口は板打ちされている。旧事務室は保線職員の詰所として利用されている。一般利用向けトイレはない。かつて駅舎の外側にあったが解体された。

### のりば
| 番線 | 路線        | 方向 | 行先               | 備考       |
| ---- | ----------- | ---- | ------------------ | ---------- |
| 1    | CF 中央本線 | 下り | 塩尻・長野方面     |            |
| 2    | CF 中央本線 | 上り | 中津川・名古屋方面 | 1日1本のみ |
| 3    | CF 中央本線 | 上り | 中津川・名古屋方面 |            |

## 利用状況
近年の1日平均乗車人員は以下の通りとなっている 。
| 年度               | 1日平均 乗車人員 | 出典            |
| ------------------ | ---------------- | --------------- |
| 1999年（平成11年） | 127              |                 |
| 2000年（平成12年） | 118              | [ # 1 ]         |
| 2001年（平成13年） | 117              | [ # 1 ]         |
| 2002年（平成14年） | 103              | [ # 1 ]         |
| 2003年（平成15年） | 93               | [ # 1 ]         |
| 2004年（平成16年） | 91               | [ # 1 ]         |
| 2005年（平成17年） | 95               | [ # 1 ]         |
| 2006年（平成18年） | 102              | [ # 1 ]         |
| 2007年（平成19年） | 92               | [ 1 ] [ # 1 ]   |
| 2008年（平成20年） | 82               | [ # 1 ]         |
| 2009年（平成21年） | 78               | [ 1 ] [ # 1 ]   |
| 2010年（平成22年） | 80               | [ 7 ] [ # 2 ]   |
| 2011年（平成23年） | 63               | [ # 2 ]         |
| 2012年（平成24年） | 55               | [ # 2 ]         |
| 2013年（平成25年） | 55               | [ # 2 ]         |
| 2014年（平成26年） | 54               | [ # 2 ]         |
| 2015年（平成27年） | 53               | [ # 2 ]         |
| 2016年（平成28年） | 56               | [ # 3 ]         |
| 2017年（平成29年） | 60               | [ # 4 ]         |
| 2018年（平成30年） | 58               | [ # 5 ]         |
| 2019年（令和元年） | 61               | [ # 6 ] [ * 2 ] |
| 2020年（令和02年） | 51               | [ * 3 ]         |
| 2021年（令和03年） | 46               | [ * 4 ]         |
| 2022年（令和04年） | 42               | [ * 1 ]         |

## 駅周辺
中山道洗馬宿に由来する、
洗馬の集落からやや高台に登った場所に駅はある。駅前は広場になっているが、駅前に商店等はない。
- 平出遺跡・平出歴史公園 - 縄文時代から平安時代にかけての集落跡がある。
- 言成地蔵 - 南に約500m。
- 中山道（中仙道）と善光寺道の分かれ道標
- 塩尻市立宗賀小学校
- 国道19号
- 長興寺
- 中山道（中仙道） 洗馬宿[1]
- 塩尻市役所宗賀支所

## バス路線
- 塩尻市地域振興バス宗賀線および楢川線 - 洗馬駅口

## その他
- JR東海の木曽エリアフリーきっぷのフリーエリアは当駅までである。

## 隣の駅
東海旅客鉄道（JR東海）
CF 中央本線
塩尻駅 - 洗馬駅 - 日出塩駅